# Bihaci, Mena
Bihaci (în ucraineană Бігач) este o comună în raionul Mena, regiunea Cernihiv, Ucraina, formată numai din satul de reședință.

## Demografie
Componența lingvistică a comunei Bihaci
     Ucraineană (97,88%)
     Rusă (2,12%)
Conform recensământului din 2001, majoritatea populației comunei Bihaci era vorbitoare de ucraineană (97,88%), existând în minoritate și vorbitori de rusă (2,12%).